# Coelioxys alacris
Coelioxys alacris är en biart som beskrevs av Holmberg 1888. Coelioxys alacris ingår i släktet kägelbin, och familjen buksamlarbin. Inga underarter finns listade i Catalogue of Life.